# Società Polisportiva Molinella 1939-1940
Questa pagina raccoglie i dati riguardanti la Società Polisportiva Molinella nelle competizioni ufficiali della stagione 1939-1940.

## Rosa
| N. |                    | Ruolo | Calciatore           |
| -- | ------------------ | ----- | -------------------- |
|    | Italia (bandiera)  | C     | Antonio Bonesini     |
|    | Italia (bandiera)  | C     | Cesare Busi          |
|    | Italia (bandiera)  | A     | Giovanni Busoni      |
|    | Italia (bandiera)  | D     | Ruggero Bottazzi     |
|    | Italia (bandiera)  | D     | Alessandro Calanchi  |
|    | Italia (bandiera)  | C     | Gianangelo Cavalazzi |
|    | Italia (bandiera)  | A     | Giovanni Fava        |
|    | Italia (bandiera)  | A     | Werther Gaiani       |
|    | Italia (bandiera)  | C     | Dino Gifford         |
|    | Italia (bandiera)  | C     | Guido Gotellini      |
|    | Uruguay (bandiera) | A     | Norberto Liguera     |

| N. |                   | Ruolo | Calciatore       |
| -- | ----------------- | ----- | ---------------- |
|    | Italia (bandiera) | A     | Gaetano Lupi     |
|    | Italia (bandiera) | C     | Augusto Magli    |
|    | Italia (bandiera) | A     | Enrico Masi      |
|    | Italia (bandiera) | P     | Gino Medola      |
|    | Italia (bandiera) | D     | Alberto Mongardi |
|    | Italia (bandiera) | A     | Luciano Nerozzi  |
|    | Italia (bandiera) | D     | Bruno Obici      |
|    | Italia (bandiera) | C     | Luigi Procura    |
|    | Italia (bandiera) | A     | Domenico Spadoni |
|    | Italia (bandiera) | D     | Walter Spanazzi  |